# Epilobium williamsii
Epilobium williamsii är en dunörtsväxtart som beskrevs av John Earle Raven. Epilobium williamsii ingår i släktet dunörter, och familjen dunörtsväxter. Inga underarter finns listade i Catalogue of Life.